# Fernandezina acuta
Fernandezina acuta là một loài nhện trong họ Palpimanidae. Loài này được phát hiện ở Brasil.